# Who We Are (canción de Jessika y Jenifer Brening)
«Who We Are» es una canción interpretada por la cantante maltesa Jessika y la alemana Jenifer Brening. El tema representó a San Marino en el Festival de la Canción de Eurovisión 2018 tras ganar el concurso de selección nacional 1 in 360 organizado por la televisión estatal de San Marino en colaboración con una productora británica privada.

## Festival de la Canción de Eurovisión 2018
El 15 de octubre de 2017, la televisión de San Marino SMRTV junto a la productora británica 1 in 360 lanzaron la primera selección nacional del país en la historia del concurso. El proceso serviría para escoger al representante de San Marino en el Festival de la Canción de Eurovisión 2018 en Lisboa. Los finalistas del proceso saldrían elegidos de diferentes procesos de selección interna, voto a través de internet y los votos de representantes de los diferentes clubs OGAE en Europa. Finalmente, la SMRTV contó con 11 finalistas en la fase final del concurso donde fueron asignados canciones que ellos mismos habían compuesto junto a algunos compositores seleccionados específicamente para el concurso. Cada artista o agrupación presentó dos canciones diferentes en cada una de las respectivas dos galas previas en la final y posteriormente, un jurado capiteaneado por Alessandro Capichioni, jefe de la delegación del país en el Festival, eligió la que cada artista interpretaría en la final.
En la primera gala de presentación, Jessika interpretó una versión acústica del tema junto al cantante Irol, quien más tarde decidió retirarse de este dúo por no ajustarse a su estilo musical, al que Jenifer Brening, otra de las finalistas, tuvo que reemplazar en la final.
El 3 de marzo se celebró la final de la preselección en los estudios de JoJ TV en Bratislava donde Muscat y Brening consiguieron la victoria gracias a los votos recibidos a través de una puja colectiva en línea y los votos del jurado en el estudio.
San Marino participará en la segunda semifinal del Festival de la Canción de Eurovisión 2018 en Lisboa, que se celebrará el 10 de mayo en el Altice Arena.